# Latentne i vidljive promenljive
U statistici, latentne varijable (od latinskog: particip prezenta od lateo, „ležati skriven“) su varijable koje se mogu zaključiti samo indirektno kroz matematički model iz drugih vidljivih varijabli koje se mogu direktno posmatrati ili meriti. Takvi modeli latentnih varijabli se koriste u mnogim disciplinama, uključujući inženjerstvo, medicinu, ekologiju, fiziku, mašinsko učenje/veštačku inteligenciju, obradu prirodnog jezika, bioinformatiku, hemometriku, demografiju, ekonomiju, menadžment, političke nauke, psihologiju i društvene nauke.
Latentne varijable mogu odgovarati aspektima fizičke stvarnosti. Ovo se u principu može izmeriti, ali ne iz praktičnih razloga. Među najranijim izrazima ove ideje je klasična polemika ser Frensisa Bekona Novum Organum, koja je sama po sebi izazov tradicionalnijoj logici izraženoj u Aristotelovom Organonu.
Ali latentni proces o kome govorimo daleko je od toga da bude očigledan umovima ljudi, pterećenim kao što su sada. Jer ne mislimo na mere, simptome ili stepene bilo kog procesa koji se mogu ispoljiti u samim telima, već jednostavno na kontinuirani proces, koji, uglavnom, izmiče čulnom posmatranju.— Ser Frensis Bejkon, Novum Organum
U ovoj situaciji, termin skrivene varijable se obično koristi (što odražava činjenicu da su varijable značajne, ali nisu vidljive). Druge latentne varijable odgovaraju apstraktnim konceptima, kao što su kategorije, ponašanja ili mentalna stanja ili strukture podataka. U ovim situacijama se mogu koristiti termini hipotetičke varijable ili hipotetičke konstrukcije.
Upotreba latentnih varijabli može poslužiti za smanjenje dimenzionalnosti podataka. Mnoge vidljive varijable mogu se agregirati u model da bi predstavljale osnovni koncept, što olakšava razumevanje podataka. U tom smislu, one imaju funkciju sličnu onoj u naučnim teorijama. U isto vreme, latentne varijable povezuju vidljive „podsimboličke“ podatke u stvarnom svetu sa simboličkim podacima u modelovanom svetu.

## Literatura
- Kmenta, Jan (1986). „Latent Variables”. Elements of Econometrics (Second изд.). New York: Macmillan. стр. 581–587. ISBN 978-0-02-365070-3.